# NGC 2326
NGC 2326 este o infrared source⁠(d) situată în constelația Linxul. A fost descoperită în 9 februarie 1788 de către William Herschel. Se află la o distanță de 84,12 de megaparseci de Pământ.